# بطولة فورمولا 2
بطولة فورمولا 2 أو بطولة الاتحاد الدولي للسيارات للفورمولا 2 هي بطولة سباق سيارات ذات مقعد واحد من الدرجة الثانية ينظمها الاتحاد الدولي للسيارات منذ عام 2017، كبديل لسلسلة السباقات جي بي 2.
تم تصميم فورمولا 2 لجعل السباقات ميسورة التكلفة للفرق وجعلها ساحة تدريب مثالية لسباقات فورمولا 1، ووضعت القيود التي جعلت من اللازم على جميع الفرق استخدام نفس الهيكل والمحرك ومورد الإطارات بحيث تظهر قدرة السائق الحقيقية.
تقام سباقات الفورمولا 2 بشكل أساسي على الحلبات الأوروبية، لكنها تتواجد في دول أخرى مثل حلبة البحرين الدولية في البحرين وحلبة مرسى ياس في الإمارات العربية المتحدة.